# Carl Eduard Hellmayr

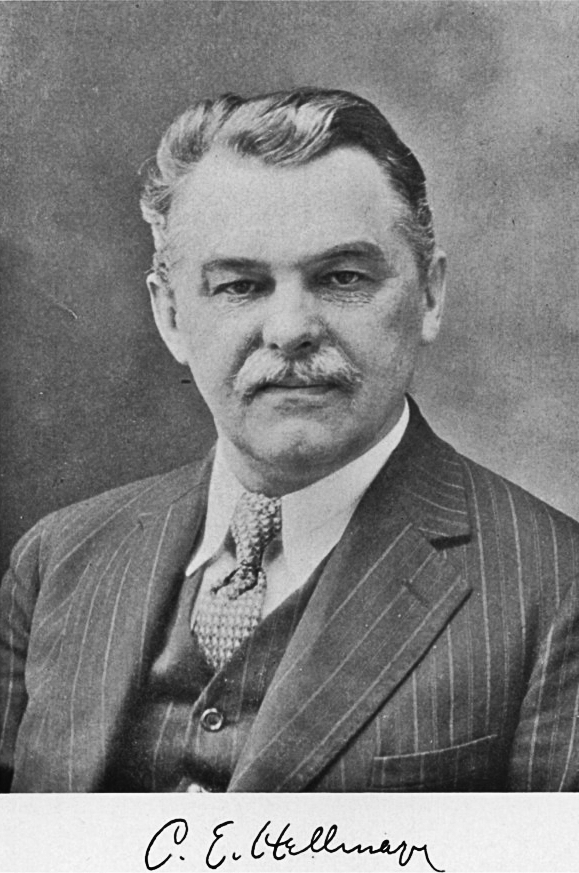
Carl Eduard Hellmayr (1878–1944)

Carl Eduard Hellmayr (* 29. Januar 1878 in Wien; † 24. Februar 1944 in Orselina) war ein österreichischer Ornithologe, Kurator und Autor.

## Leben
Schon im frühen Alter beobachtete er Vögel in der Umgebung des Stifts Seitenstetten. Am Stift legte er im Jahr 1897 schließlich seine Matura ab. 1898 erschien seine erste Veröffentlichung: Muscicapa parva im Wienerwald. Schon im Alter von 16 Jahren begann er im Jahr 1894 mit der Recherche für seine zweite Publikation Beiträge zur Ornithologie Nieder-Österreichs, die 1899 im Ornithologischen Jahrbuch erschien und in der er Victor Ritter von Tschusi zu Schmidhoffen (1847–1924) für seine Hilfe dankte. In den Jahren 1899 und 1900 schrieb er sich in Berlin ein. Des Weiteren studierte er in Wien, brachte es aber nie zu einem akademischen Abschluss. Trotzdem bekam er während seiner Zeit am Bayerischen Nationalmuseum in München den Ehrendoktortitel verliehen.
Bei einem Treffen der Deutschen Ornithologen-Gesellschaft 1900 in Leipzig traf Hellmayr erstmals auf Graf Hans Hermann Carl Ludwig von Berlepsch. Es wurde eine innige Freundschaft, in der Berlepsch ein wichtiger Mentor wurde. Zum Tode seines Freundes Berlepsch schrieb Hellmayr 1915 im Journal für Ornithologie einen Nachruf. 1903 wurde ihm am Zoologischen Institut in München die Aufgabe übertragen, eine ornithologische Abteilung für das Nationalmuseum aufzubauen. Hier wurde er Kurator. Schon bald studierte er die Vögel Brasiliens, die von Johann Baptist von Spix gesammelt worden waren. Das Ergebnis erschien 1906 unter dem Titel Revision der Spix’schen Typen brasilianischer Vögel. 1905 ging er ans Walter Rothschild Zoological Museum in Tring. Hier traf er auf seinen nächsten Förderer Ernst Hartert. 1908 kehrte er nach München zurück, wo er bis zum September 1922 verblieb. In dieser Zeit wurde er Generalsekretär der Ornithologischen Gesellschaft in Bayern. Zusätzlich katalogisierte und sortierte er das Wiedemann Archiv für Zoologie und Zootomie. Für das Muséum national d’histoire naturelle analysierte er seit 1904 Vögel, die Alcide Dessalines d’Orbigny in Südamerika gesammelt hatte. Im Jahr 1922 kehrte er Europa den Rücken und zog in die Vereinigten Staaten. Da Charles Barney Cory vom Field Museum of Natural History gerade gestorben war, übernahm er im Oktober 1922 die begonnene Arbeit für das mehrbändige Monumentalwerk Catalogue of the Birds of the America. Der Katalog wurde eines seiner bedeutendsten Werke.
Im Juni 1931 kehrte er nach Europa zurück. Nach der Machtübernahme der Nationalsozialisten in Österreich im Jahr 1938 wurde er verhaftet. Die Hintergründe der Verhaftung sind unklar. In der Haft wurde er schwer krank und in ein Krankenhaus verlegt. Doch die schweren Misshandlungen und Verhöre gingen weiter. Nach der Entlassung gelang ihm die Flucht in die Schweiz, in der er bis zu seinem Lebensende blieb. Nachdem er sich kurz von den Strapazen der Gefangenschaft erholt hatte, reiste er für kurze Zeit zu Studienzwecken an das Natural History Museum in London, kehrte aber bald wieder zurück nach Genf. Der Krieg hatte seine Spuren hinterlassen und Hellmayr musste 1942 wegen einer Operation ins Krankenhaus in Chur. 1943 zog er mit seiner Frau Katherina nach Orselina. Ihr widmete er auch eine Unterart der Grüntangare, Tangara gyrola catharinae Hellmayr, 1911 (ursprünglich Calospiza gyroloides catharinae). Neben Vögeln waren er und seine Frau auch passionierte Liebhaber von Orchideen.

## Ehrungen
Im Jahr 1903 wurde Hellmayr ein Fellow der American Ornithologists’ Union. Bereits 1911 wurde er zum Ehren-Fellow ernannt. 1929 wurde ihm die William-Brewster-Medaille für seine Verdienste am Catalogue of the Birds of the America verliehen. Der Deutschen Ornithologen-Gesellschaft trat er 1901 bei, verließ diese aber wieder 1908.

## Dedikationsnamen
Der Entomologe Wilhelm Albert Schulz beschrieb 1904 eine Grabwespen-Art (Ampulex hellmayri) zu Ehren Hellmayrs. Mit dem Hellmayrpieper (Anthus hellmayri) machte Hartert im Jahre 1909 Hellmayr seine Aufwartung. Im Englischen wird diese Art als Hellmayr’s Pipit bezeichnet. Auch Outram Bangs widmete Hellmayr mit dem Santa Marta-Baumschlüpfer (Cranioleuca hellmayri) 1907 eine neue Art. Kustos Otmar Reiser bedachte ihn 1905 mit dem Rotschulter-Dickichtschlüpfer (Gyalophylax hellmayri). 1907 benannte auch sein Freund Berlepsch ein Taxon nach ihm: Mecocerculus hellmayri, den Fahlbinden-Tachurityrannen. Jean Stanislaus Stolzmann widmete Hellmayr in seinen Annales Zoologici Musei Polonici Historiae Naturalis 1926 sogar eine eigene Gattung namens Hellmayrea.
Weitere Autoren benannten Unterarten zu Ehren Hellmayrs:
- Unterart des Streifenkehl-Attilatyranns (Attila rufus hellmayri) (Pinto, 1935)
- Unterart des Rotrücken-Sensenschnabels (Campylorhamphus trochilirostris hellmayri Laubmann, 1930)[3]
- Unterart des Fahlkopfspechts (Celeus elegans hellmayri) (Berlepsch, 1908)
- Unterart des Purpurnaschvogels (Cyanerpes caeruleus hellmayri) (Gyldenstolpe, 1945)
- Unterart des Tyrannenbaumsteigers (Dendrocincla tyrannina hellmayri) (Cory, 1913)
- Unterart des Hochland-Schnäppertyranns (Empidonax occidentalis hellmayri) (Brodkorb, 1935)
- Unterart des Patagonienerdhackers (Geositta cunicularia hellmayri) (J. L. Peters, 1925)
- Unterart der Gelbbürzeltangare (Hemithraupis flavicollis hellmayri) (Berlepsch, 1912)
- Unterart des Südlichen Weißbauch-Baumsteigers (Lepidocolaptes angustirostris hellmayri) (Naumburg, 1925)
- Unterart des Schieferkappen-Laubtyranns (Leptopogon superciliaris hellmayri) (Griscom, 1929)
- Unterart der Rotachseltaube (Leptotila rufaxilla hellmayri) (Chapman, 1915)
- Unterart des Larvenwaldsängers (Myioborus miniatus hellmayri) (Van Rossem, 1936)
- Unterart des Rostschwingen-Maskentyranns (Myiozetetes cayanensis hellmayri) (Hartert, E & Goodson, 1917)
- Unterart des Eichhornkuckucks (Piaya cayana hellmayri) (Pinto, 1938)
- Unterart des Augenring-Breitschnabeltyranns (Rhynchocyclus brevirostris hellmayri) (Griscom, 1932)
- Unterart des Lachsschnabelsaltators (Saltator aurantiirostris hellmayri) (Bond & Meyer de Schauensee, 1939)
- Unterart des Schmuckpfäffchen (Sporophila caerulescens hellmayri) (Wolters, 1939)
- Unterart des Schwarzschulterpapagei (Tanygnathus megalorynchos hellmayri) (Mayr, 1944)
- Unterart des Rotschwanztyranns (Terenotriccus erythrurus hellmayri) (E. Snethlage, 1907)
- Unterart der Schleiereule (Tyto alba hellmayri) (Griscom & Greenway, 1937)
- Unterart des Streifenschwanz-Baumspähers (Xenops tenuirostris hellmayri) (Todd, 1925)

## Erstbeschreibungen
Hellmayr war der Erstautor von vielen Gattungen, Arten sowie Unterarten.

### Gattungen
Folgende Gattungen hat Hellmayr beschrieben:
- Jabiru Hellmayr, 1906
- Oreophylax Hellmayr, 1925
- Cnemotriccus Hellmayr, 1927
- Neoxolmis Hellmayr, 1927
- Tolmomyias Hellmayr, 1927
- Neothraupis Hellmayr, 1936

### Vogelarten
Viele Arten beschrieb er alleine, doch arbeitete er auch mit Henry Boardman Conover, Josef Graf von Seilern sowie Henri Auguste Ménégaux zusammen. Mit Conover schrieb er am Catalogue of Birds of the Americas. Mit Ménégaux publizierte er Étude des espèces critiques et des types du groupe des Passereaux. Folgende Taxa wurden u. a. von Hellmayr zuerst beschrieben:
- Rotgesichtguan (Penelope dabbenei) (Hellmayr & Conover, 1942)
- Schwarzschopf-Ameisenvogel (Percnostola lophotes) (Hellmayr & Seilern, 1914)
- Tepuiameisenfänger (Herpsilochmus roraimae) (Hellmayr, 1903)
- Olivmantel-Ameisenpitta (Hylopezus berlepschi) (Hellmayr, 1903)
- Hochland-Ameisenwürger (Thamnophilus aroyae) (Hellmayr, 1904)
- Rio de Janeiro-Ameisenfänger (Cercomacra brasiliana) (Hellmayr, 1905)
- Östlicher Schwarzkopf-Mückenfresser (Conopophaga roberti) (Hellmayr, 1905)
- Reiserkleintyrann (Phyllomyias reiseri) (Hellmayr, 1905)
- Graustirncanastero (Thripophaga berlepschi) (Hellmayr, 1905)
- Weißkragenpipra (Corapipo altera) (Hellmayr, 1906)
- Ockerbürzel-Ameisenfänger (Drymophila ochropyga) (Hellmayr, 1906)
- Kolumbianischer Tüpfelguan (Ortalis columbiana) (Hellmayr, 1906)
- Großer Grauameisenvogel (Schistocichla caurensis) (Hellmayr, 1906)
- Schwanzbindenpipra (Pipra fasciicauda) (Hellmayr, 1906)
- Südliche Zwergpipra (Tyranneutes stolzmanni) (Hellmayr, 1906)
- Chapmansegler (Chaetura chapmani) (Hellmayr, 1907)
- Méridazaunkönig (Cistothorus meridae) (Hellmayr, 1907)
- Gelbkinn-Faulvogel (Nonnula sclateri) (Hellmayr, 1907)
- Blutstirnkardinal (Paroaria baeri) (Hellmayr, 1907)
- Weißbrust-Ameisenvogel (Rhegmatorhina hoffmannsi) (Hellmayr, 1907)
- Weißstirn-Ameisenvogel (Skutchia borbae) (Hellmayr, 1907)
- Rußkappen-Faulvogel (Bucco noanamae) (Hellmayr, 1909)
- Parábaumsteiger (Dendrocolaptes hoffmannsi) (Hellmayr, 1909)
- Schiefergrauer Ameisenfänger (Formicivora iheringi) (Hellmayr, 1909)
- Palmer-Tangare (Tangara palmeri) (Hellmayr, 1909)
- Goldringtangare (Bangsia aureocincta) (Hellmayr, 1910)
- Blauschultertangare (Bangsia melanochlamys) (Hellmayr, 1910)
- Schuppenbauch-Baumschlüpfer (Cranioleuca muelleri) (Hellmayr, 1911)
- Westlicher Strichelameisenschlüpfer (Myrmotherula pacifica) (Hellmayr, 1911)
- Blaugrauer Würgerling (Thamnomanes schistogynus) (Hellmayr, 1911)
- Cordillera Real-Canastero (Asthenes berlepschi) (Hellmayr, 1917)
- Tepuibaumspäher (Automolus roraimae) (Hellmayr, 1917)
- Graugesicht-Laubtyrann (Leptopogon taczanowskii) (Hellmayr, 1917)
- Gelbbrustkotinga (Pipreola pulchra) (Hellmayr, 1917)
- Brustband-Grundschnäpper (Ficedula timorensis) (Hellmayr, 1919)
- Nördlicher Weißstirntapaculo (Scytalopus atratus) (Hellmayr, 1922)
- Caracastapaculo (Scytalopus caracae) (Hellmayr, 1922)
- Meridatapaculo (Scytalopus meridanus) (Hellmayr, 1922)
- Kurzschwanz-Todityrann (Todirostrum viridanum) (Hellmayr, 1927)
- Bergameisenfänger (Formicivora serrana) (Hellmayr, 1929)
- Weißkehl-Erdhacker (Upucerthia albigula) (Hellmayr, 1932)
- Yucatánzaunkönig (Campylorhynchus yucatanicus) (Hellmayr, 1934)
- Stirnfleckenorganist (Euphonia imitans) (Hellmayr, 1936)
- Weißbauch-Ameisenfänger (Drymophila devillei) (Ménégaux & Hellmayr, 1906)
- Flussufer-Ameisenwürger (Thamnophilus cryptoleucus) (Menegaux & Hellmayr, 1906)

## Schriften (Auswahl)
- Muscicapa parva im Wienerwald. In: Ornithologisches Jahrbuch. Band 9, 1898, S. 219–221 (biodiversitylibrary.org).
- Beiträge zur Ornithologie Nieder-Österreichs I Aus dem Thale des Ybbs und ihrer Zuflüsse. In: Ornithologisches Jahrbuch. Band 10, Nr. 3, 1899, S. 81–113 (biodiversitylibrary.org).
- Beiträge zur Ornithologie Nieder-Österreichs II Aus dem Thale des Ybbs und ihrer Zuflüsse. In: Ornithologisches Jahrbuch. Band 10, Nr. 4, 1899, S. 136–154 (biodiversitylibrary.org).
- Beiträge zur Ornithologie Nieder-Österreichs III Aus dem Thale des Ybbs und ihrer Zuflüsse. In: Ornithologisches Jahrbuch. Band 10, Nr. 5, 1899, S. 175–182 (biodiversitylibrary.org).
- Einige Bemerkungen über die Graumeisen. In: Ornithologisches Jahrbuch. Band 11, Nr. 5/6, 1900, S. 201–217 (biodiversitylibrary.org).
- Über eine neue Meise, P. nigriloris. In: Ornithologische Monatsberichte. Band 8, Nr. 9, September 1900, S. 139–140 (biodiversitylibrary.org).
- Bemerkungen über die neuweltliche Gattung Polioptila nebst Beschreibung einer neuen Subspecies aus Peru. In: Novitates zoologicae a journal of zoology in connection with the Tring Museum. Band 7, Nr. 3, 1900, S. 535–538 (biodiversitylibrary.org).
- Kritische Bemerkungen über die Paridae, Sittidae und Certhidae. In: Journal für Ornithologie (= 5). Band 8, Nr. 2, 1901, S. 169–190 (biodiversitylibrary.org).
- mit Ludwig Lorenz (Ritter von Liburnau.): Ein Beitrag zur Ornis Südarabiens. In: Journal für Ornithologie (= 5). Band 8, Nr. 4, 1901, S. 230–245 (biodiversitylibrary.org).
- Eine neue Graumeisenform aus Italien. In: Ornithologisches Jahrbuch. Band 12, 1901, S. 110–111 (biodiversitylibrary.org).
- Zur Revision der Gattung Polioptila. In: Novitates zoologicae a journal of zoology in connection with the Tring Museum. Band 8, Nr. 3, Oktober 1901, S. 356–361 (biodiversitylibrary.org).
- Ueber einige Arten des Genus Thryophilus. In: Verhandlungen der Kaiserlich-Königlichen Zoologisch-Botanischen Gesellschaft in Wien. Band 51, 1901, S. 767–776 (biodiversitylibrary.org).
- Beschreibung von zwei neuen brasilianischen Vögeln. In: Verhandlungen der Kaiserlich-Königlichen Zoologisch-Botanischen Gesellschaft in Wien. Band 52, 1902, S. 95–98 (biodiversitylibrary.org).
- Noch einige Worte über Thryophilus. In: Verhandlungen der Kaiserlich-Königlichen Zoologisch-Botanischen Gesellschaft in Wien. Band 52, 1902, S. 169–170 (biodiversitylibrary.org).
- Untersuchungen über einiger paläarctische Vögel. In: Ornithologisches Jahrbuch Organ für das palaearktische Faunengebiet. Band 13, 1902, S. 26–43 (biodiversitylibrary.org).
- Die Formen von Passer petronius. In: Ornithologisches Jahrbuch Organ für das palaearktische Faunengebiet. Band 13, 1902, S. 126–129 (biodiversitylibrary.org).
- Über neue und wenig bekannte südamerikanische Vögel. In: Verhandlungen der Kaiserlich-Königlichen Zoologisch-Botanischen Gesellschaft in Wien. Band 53, 1903, S. 199–223 (biodiversitylibrary.org).
- Einige weitere Bemerkungen über Polioptila. In: Verhandlungen der Kaiserlich-Königlichen Zoologisch-Botanischen Gesellschaft in Wien. Band 53, 1903, S. 223–226 (biodiversitylibrary.org).
- Phimosus berlepschi nov. spec. In: Verhandlungen der Kaiserlich-Königlichen Zoologisch-Botanischen Gesellschaft in Wien. Band 53, 1903, S. 247 (biodiversitylibrary.org).
- Paridae, Sittidae und Certhiidae. In: Das Tierreich. Im Auftrage der Königl. Preuß. Akademie der Wissenschaften zu Berlin. Band 18, 1903, S. 1–255 (biodiversitylibrary.org).
- Bemerkungen über neotropische Vögel. In: Journal für Ornithologie. Band 51, Nr. 4, 1903, S. 527–539 (biodiversitylibrary.org).
- Mr C. E. Hellmayr exhibited the types of Five South-American birdsm which he described as follows. In: Bulletin of the British Ornithologists' Club. Band 14, Nr. 104, 1904, S. 51–55 (biodiversitylibrary.org).
- Über neue und wenig bekannte Fringilliden Brasiliens, nebst Bemerkungen über notwendige Änderungen in der Nomenklatur einiger Arten. In: Verhandlungen der Kaiserlich-Königlichen Zoologisch-Botanischen Gesellschaft in Wien. Band 54, 1904, S. 516–537 (biodiversitylibrary.org).
- Description of two new birds discovered by Mr O. T. Baron in Northern Peru. In: Novitates zoologicae a journal of zoology in connection with the Tring Museum. Band 12, Nr. 2, September 1905, S. 503–504 (biodiversitylibrary.org).
- Emile Oustalet. Nachruf. In: Ornithologische Monatsberichte. Band 14, Nr. 4, April 1906, S. 57–59 (biodiversitylibrary.org).
- mit Auguste Ménégaux: Étude des espèces critiques et des types du groupe des Passereaux Trachéophones de l'Amérique tropicale appartenant aux collections du Muséum. In: Bulletin de la Société d'histoire naturelle d'Autun. Band 19, 1906, S. 43–126 (gallica.bnf.fr).
- On the Birds of the Island of Trinidad. In: Novitates zoologicae a journal of zoology in connection with the Tring Museum. Band 13, Nr. 1, 1906, S. 1–60 (biodiversitylibrary.org).
- Critical Notes on the Types of little-known Species of Neotropical Birds. In: Novitates zoologicae a journal of zoology in connection with the Tring Museum. Band 13, Nr. 2, 1906, S. 305–352 (biodiversitylibrary.org).
- Notes on a second collection of birds from the district of Pará, Brazil. In: Novitates zoologicae a journal of zoology in connection with the Tring Museum. Band 13, Nr. 2, 1906, S. 353–385 (biodiversitylibrary.org).
- mit Auguste Ménégaux: The Supposed Types in the Lafresnaye Collection. In: The Auk. Band 23, Nr. 4, 1906, S. 480–483 (sora.unm.edu [PDF; 222 kB]).
- mit Auguste Ménégaux: Étude des espèces critiques et des types du groupe des Passereaux trachéophones de l'amérique tropicale appartenant auc Collection du muséum. In: Bulletin de la Société philomathique de Paris4 (= 9. Band 8). 1906, S. 24–56 (biodiversitylibrary.org).
- Mr C. E. Hellmayr described and exhibited the following new South-American birds. In: Bulletin of the British Ornithologists' Club. Band 19, Nr. 128, 1906, S. 8–9 (biodiversitylibrary.org).
- Revision der Spix’schen Typen brasilianischer Vögel. In: Abhandlungen der Mathematisch-Physikalischen Klasse der Königlich Bayerischen Akademie der Wissenschaften. Band 22, 1906, S. 561–726 (biodiversitylibrary.org).
- Übersicht der südamerikanischen Arten der Gattung Chaetura. In: Verhandlungen der Ornithologischen Gesellschaft in Bayern. Band 8, 1907, S. 144–161 (biodiversitylibrary.org).
- Übersicht der südamerikanischen Arten der Gattung Chaetura. In: Verhandlungen der Ornithologischen Gesellschaft in Bayern. Band 8, 1907, S. 144–161 (biodiversitylibrary.org).
- Another contribution to the ornithology of the Lower Amazons. In: Novitates zoologicae a journal of zoology in connection with the Tring Museum. Band 14, Nr. 1, 1907, S. 1–39 (biodiversitylibrary.org).
- On a collection of birds from Teffé, Rio Solimões, Brazil. In: Novitates zoologicae a journal of zoology in connection with the Tring Museum. Band 14, Nr. 1, 1907, S. 40–91 (biodiversitylibrary.org).
- On a Collection of Birds made by Mr. W. Hoffmann on the Rio Madeira, Brazil. In: Novitates zoologicae a journal of zoology in connection with the Tring Museum. Band 14, Nr. 2, 1907, S. 343–412 (biodiversitylibrary.org).
- Mr C. E. Hellmayr exhibited specimens of a new Humming-bird from Goyaz, Central Brazil and described it as follows. In: Bulletin of the British Ornithologists' Club. Band 21, Nr. 138, 1907, S. 27–28 (biodiversitylibrary.org).
- mit Ludwig Lorenz (Ritter von Liburnau): Ein Beitrag zur Ornis Südarabiens. In: Denkschriften der Akademie der Wissenschaften. Band 71, Nr. 1, 1907, S. 103–121 (zobodat.at [PDF; 1,6 MB]).
- mit Eugène Simon: Notes critique sur quelques Trochilidae. In: Novitates Zoologicae. Band 15, Nr. 1, 1908, S. 1–12 (biodiversitylibrary.org).
- An account of the birds collected by Mons. G.A. Baer in the state of Goyaz, Brazil. In: Novitates zoologicae a journal of zoology in connection with the Tring Museum. Band 15, Nr. 1, 1908, S. 13–102 (biodiversitylibrary.org).
- Notes sur quelques oiseaux de l'Amérique tropicale. In: Revue française d'ornithologie. Band 2, Nr. 11, 7. März 1910, S. 161–165 (biodiversitylibrary.org).
- Description de quelques formes nouvelles d'oiseaux de l'Amérique méridionale. In: Revue Française d'Ornithologie. Band 2, Nr. 22, 1911, S. 23–26 (französisch, biodiversitylibrary.org).
- in Philogène Auguste Galilée Wytsman: Passeres Fam. Pipridæ in Genera Avium. Nr. 9. V. Verteneuil & L. Desmet, Brüssel 1910 (biodiversitylibrary.org).
- in Philogène Auguste Galilée Wytsman: Passeres Fam. Certhiidæ in Genera Avium. Nr. 15. V. Verteneuil & L. Desmet, Brüssel 1911 (biodiversitylibrary.org).
- in Philogène Auguste Galilée Wytsman: Passeres Fam. Sittidæ in Genera Avium. Nr. 16. V. Verteneuil & L. Desmet, Brüssel 1911 (biodiversitylibrary.org).
- in Philogène Auguste Galilée Wytsman: Passeres Fam. Regulidæ in Genera Avium. Nr. 17. V. Verteneuil & L. Desmet, Brüssel 1911 (biodiversitylibrary.org).
- in Philogène Auguste Galilée Wytsman: Passeres Fam. Paridæ in Genera Avium. Nr. 18. V. Verteneuil & L. Desmet, Brüssel 1911 (biodiversitylibrary.org).
- Zoologische Ergebnisse einer Reise in das Mündungsgebiet des Amazonas herausgegeben von Lorenz Müller II Vögel. In: Abhandlungen der Mathematisch-Physikalischen Klasse der Königlich Bayerischen Akademie der Wissenschaften. Band 26, 1912, S. 1–142 (biodiversitylibrary.org).
- Ueber neue und seltene Vögel aus Südperu. In: Verhandlungen der Ornithologischen Gesellschaft in Bayern. Band 11, Nr. 1, 1912, S. 159–163 (biodiversitylibrary.org).
- Critical notes on the types of little-known species of neotropical birds Part II. In: Novitates Zoologicae. Band 20, Nr. 1, 1913, S. 227–256 (biodiversitylibrary.org).
- Beschreibung von zwei neuen neotropischen Tangaren. In: Verhandlungen der Ornithologischen Gesellschaft in Bayern. Band 11, 1913, S. 317–319 (biodiversitylibrary.org).
- in Philogène Auguste Galilée Wytsman: Passeres Fam. Chamaeidæ in Genera Avium. Nr. 23. V. Verteneuil & L. Desmet, Brüssel 1913 (biodiversitylibrary.org).
- in Philogène Auguste Galilée Wytsman: Passeres Fam. Hyposittidæ in Genera Avium. Nr. 24. V. Verteneuil & L. Desmet, Brüssel 1913 (biodiversitylibrary.org).
- Critical notes on the types of little-known species of neotropical birds. Part II. In: Novitates zoologicae a journal of zoology in connection with the Tring Museum. Band 20, Nr. 1, 1913, S. 227–256 (biodiversitylibrary.org).
- Critical notes on the types of little-known species of Neotropical Birds.-Pt. iii. In: Novitates zoologicae a journal of zoology in connection with the Tring Museum. Band 21, Nr. 1, Februar 1914, S. 158–179 (biodiversitylibrary.org).
- in  Curt Berthold Haniel: Die Avifauna von Timor: Mit einer Farbentafel. In: Zoologie von Timor. Ergebnisse der unter Leitung von Joh. Wanner im Jahr 1911 ausgeführten Timor-Expedition nach eigenen Sammlungen unter Mitwirkung von Fachgenossen. Im Kommissionsverlag der E. Schweizerbartschen Verlagsbuchhandlung, Nägele und Dr. Sproesser in Stuttgart, Stuttgart 1914 (biodiversitylibrary.org).
- zusammen mit Julius von Madarász: Description of a new Formicarian-bird from Columbia. In: Annales historico-naturales Musei nationalis hungarici. Band 12, 1914, S. 88 (online [PDF; 86 kB; abgerufen am 16. Februar 2013]).
- mit Josef von Seilern und Aspang: Über einen neuen Kernbeisser aus Venezuela. In: Verhandlungen der Ornithologischen Gesellschaft in Bayern. Band 12, Nr. 2, 1915, S. 160–110 (biodiversitylibrary.org).
- Hans Graf von Berlepsch † - Eine Lebensskizze. In: Journal für Ornithologie. Band 63, Nr. 4, 1915, S. 557–568 (biodiversitylibrary.org).
- mit Alfred Louis Laubmann: Nomenclator der Vögel Bayerns. Im Auftrage der Ornithologischen Gesellschaft in Bayern bei Gustav Fischer, München/Jena 1916 (zobodat.at [PDF]).
- Beschreibung von sechs neuen neotropischen Vogelformen, nebst einer Bemerkung uber Ampelion cinctus (Tsch.). In: Verhandlung der Ornithologischen Gesellschaft in Bayern. Band 13, Nr. 4, 1917, S. 106–119 (biodiversitylibrary.org).
- Herr C. E. Hellmayr beschreibt 12 neue Formen aus dem neotropischen Gebiet. In: Anzeiger der Ornithologische Gesellschaft in Bayern. Band 1, Nr. 4, 1921, S. 25–32 (biodiversitylibrary.org).
- Herr C. E. Hellmayr beschreibt zwei neue neotropische Vogelformen. In: Anzeiger der Ornithologische Gesellschaft in Bayern. Band 1, Nr. 5, 1921, S. 41–42 (biodiversitylibrary.org).
- Review of the birds collected by Alcide d'Orbigny in South America - Part I. In: Novitates zoologicae: a journal of zoology in connection with the Tring Museum. Band 28, Nr. 1, 1921, S. 171–213 (biodiversitylibrary.org).
- Herr C. E. Hellmayr beschreibt vier neue Formen aus der südamerikanischen Avifauna. In: Anzeiger der Ornithologische Gesellschaft in Bayern. Band 1, Nr. 6, 1922, S. 44–48 (biodiversitylibrary.org).
- mit Charles Barney Cory: Catalogue of Birds of the Americas and the Adjacent Islands. In: Field Museum Natural History Publications (= Zoological Series). 13 Part 3, 1924, S. 1–369 (biodiversitylibrary.org).
- mit Charles Barney Cory: Catalogue of Birds of the Americas and the Adjacent Islands. In: Field Museum Natural History Publications (= Zoological Series). 13 Part 4, 1925, S. 1–390 (biodiversitylibrary.org).
- mit Charles Barney Cory: Catalogue of Birds of the Americas and the Adjacent Islands. In: Field Museum Natural History Publications (= Zoological Series). 13 Part 5, 1927, S. 1–517 (biodiversitylibrary.org).
- Catalogue of Birds of the Americas and the Adjacent Islands. In: Field Museum Natural History Publications (= Zoological Series). 13 Part 6, 1929, S. 1–258 (biodiversitylibrary.org).
- A contribution to the ornithology of northeastern Brazil. In: Field Museum Natural History Publications (= Zoological Series). Band 12, Nr. 18, 1929, S. 235–501 (biodiversitylibrary.org).
- Birds of the James Simpson-Roosevelts Asiatic expedition. In: Field Museum Natural History Publications (= Zoological Series). Band 17, Nr. 13, 1929, S. 27–144 (biodiversitylibrary.org).
- On two undescribed Neotropical birds. In: Novitates zoologicae: a journal of zoology in connection with the Tring Museum. Band 35, Nr. 4, 1930, S. 265–267 (biodiversitylibrary.org).
- The birds of Chile. In: Field Museum Natural History Publications (= Zoological Series. Band 19). Publication 308, 1932, S. 1–472 (biodiversitylibrary.org).
- zusammen mit Jakob Schenk: Obituary – Julius von Madarász. In: The Ibis. Band 74, Nr. 3, 1932, S. 532–533 (onlinelibrary.wiley.com [PDF]).
- Catalogue of Birds of the Americas and the Adjacent Islands. In: Field Museum Natural History Publications (= Zoological Series). 13 Part 7, 1934, S. 1–531 (biodiversitylibrary.org).
- Catalogue of Birds of the Americas and the Adjacent Islands. In: Field Museum Natural History Publications (= Zoological Series). 13 Part 8, 1935, S. 1–541 (biodiversitylibrary.org).
- mit Wilfred Hudson Osgood: Catalogue of Birds of the Americas and the Adjacent Islands. In: Field Museum Natural History Publications (= Zoological Series). 13 Part 9, 1938, S. 1–458 (biodiversitylibrary.org).
- Catalogue of Birds of the Americas and the Adjacent Islands. In: Field Museum Natural History Publications (= Zoological Series). 13 Part 10, 1937, S. 1–228 (biodiversitylibrary.org).
- Catalogue of Birds of the Americas and the Adjacent Islands. In: Field Museum Natural History Publications (= Zoological Series). 13 Part 11, 1938, S. 1–662 (biodiversitylibrary.org).
- mit Boardman Conover: Catalogue of Birds of the Americas and the Adjacent Islands. In: Field Museum Natural History Publications (= Zoological Series). 13 Part 1, Nr. 1, 1942, S. 1–636 (biodiversitylibrary.org).
- mit Boardman Conover: Catalogue of Birds of the Americas and the Adjacent Islands. In: Field Museum Natural History Publications (= Zoological Series). 13 Part 1, Nr. 2, 1948, S. 1–434 (biodiversitylibrary.org).
- mit Boardman Conover: Catalogue of Birds of the Americas and the Adjacent Islands. In: Field Museum Natural History Publications (= Zoological Series). 13 Part 1, Nr. 3, 1948, S. 1–383 (biodiversitylibrary.org).
- mit Boardman Conover: Catalogue of Birds of the Americas and the Adjacent Islands. In: Field Museum Natural History Publications (= Zoological Series). 13 Part 1, Nr. 4, 1949, S. 1–358 (biodiversitylibrary.org).